# Edgard Iván Rimaycuna Inga
Edgard Iván Rimaycuna Inga   (Chiclayo, 24 de setembre de 1989) és un sacerdot, filòsof i teòleg peruà. Des del 8 de maig de 2025 és el secretari personal del papa Lleó XIV.

## Biografia
És originari de Chiclayo, ciutat situada en la costa nord-oest del Perú i seu episcopal de Robert Francis Prevost abans de la seva elecció com a summe pontífex. Rimaycuna Inga va iniciar la seva educació en el Col·legi Nacional San José de Chiclayo.
El 2006 va ingressar al Seminari Major Sant Toribio de Mogrovejo, on va conèixer Francis Prevost, amb qui traçaria una relació d'amistat. Va fer tasques pastorals a l'Església Santa Maria Catedral de Chiclayo fins a 2017, quan es va traslladar a Roma per a continuar estudis en el Pontifici Institut Bíblic.
Des del 2023 Rimaycuna va esdevenir un estret col·laborador de l'aleshores cardenal Robert Prevost, al qual va ajudar en la seva missió a Itàlia. Per aquest motiu, el 2024 va residira Manesseno, localitat de la regió de Ligúria. El 2025 exerceix funcions en la Santa Seu en col·laboració amb Lleó XIV, vincle que es va evidenciar durant una visita a Genazzano.